# 23070 Koussa
23070 Koussa è un asteroide della fascia principale. Scoperto nel 1999, presenta un'orbita caratterizzata da un semiasse maggiore pari a 3,1385760 UA e da un'eccentricità di 0,1120322, inclinata di 5,96483° rispetto all'eclittica.